# Samóilov
Samóilov (del ruso: Самойлов) es un jútor del raión de Gulkévichi del krai de Krasnodar, en el sur de Rusia. Está situado a orillas del río Samóilova Balka, afluente por la izquierda del Kubán, 7 km al oeste de Gulkévichi y 133 km al este de Krasnodar, la capital del krai. Tenía 364 habitantes en 2010.
Pertenece al municipio Novoukrainskoye.

## Transporte
Al oeste de la localidad pasa la carretera federal M29 Cáucaso.